# NHK

Logo der Nippon Hōsō Kyōkai 2020

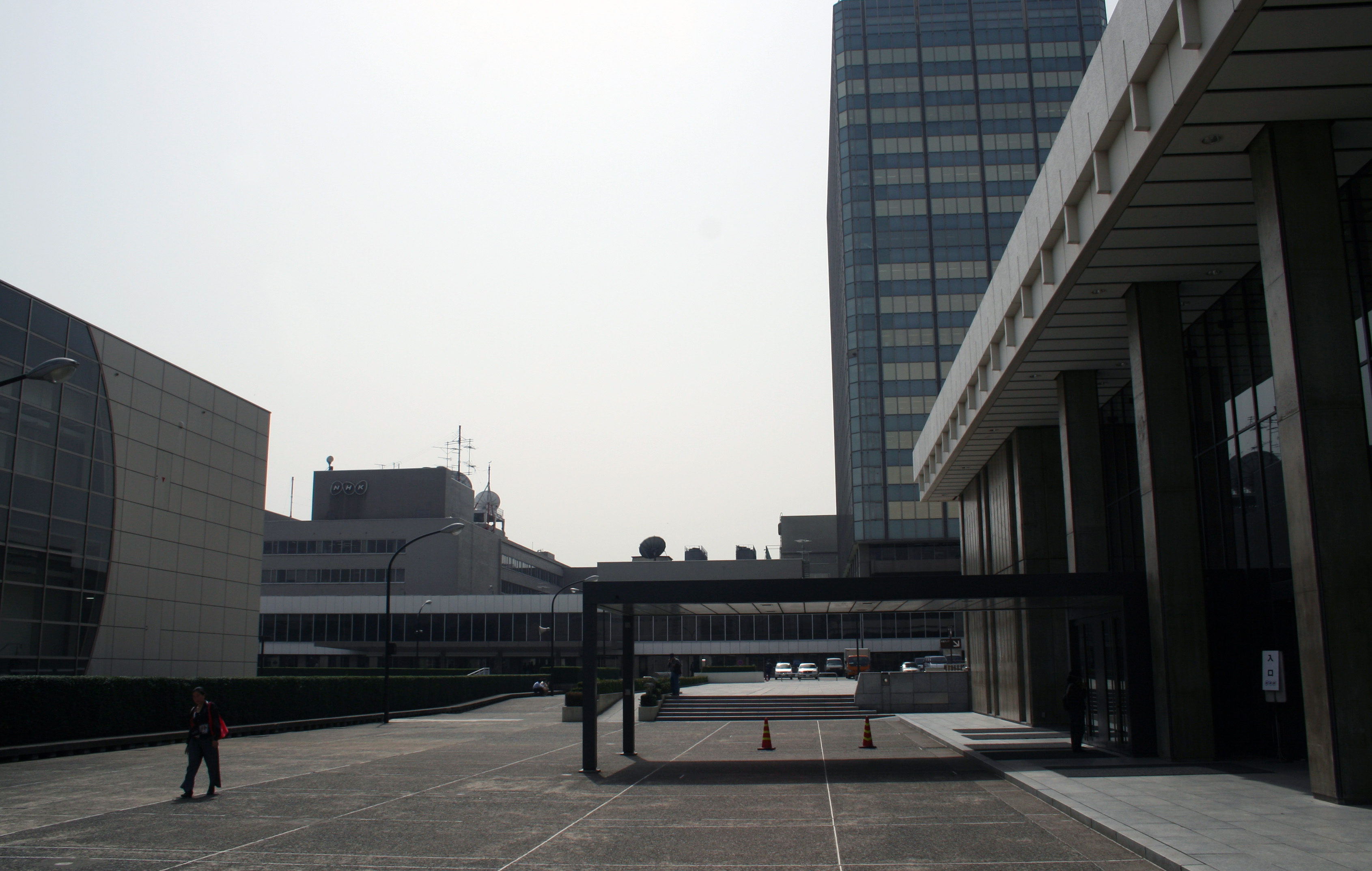
NHK-Sendezentrale im Stadtteil Jinnan, Shibuya, Tokio

Die Nippon Hōsō Kyōkai (japanisch 日本放送協会, wörtlich: Japanische Rundfunkgesellschaft, englisch Japan Broadcasting Corporation), auch im Japanischen mit den lateinischen Buchstaben NHK (enu eichi kei) abgekürzt, ist die einzige öffentlich-rechtlich organisierte Rundfunkgesellschaft in Japan. Sie betreibt mehrere landesweite Fernseh- und Hörfunkprogramme und einen umfangreichen Auslandsdienst namens NHK World (Radio Japan/NHK World TV). NHK erhebt Rundfunkgebühren. Hauptsitz ist Shibuya, Präfektur Tokio. Rechtliche Grundlage für NHK ist das Rundfunkgesetz (放送法, Hōsō-hō) von 1950. Organisiert ist sie als halbstaatliche Gesellschaft (jap. 特殊法人, tokushu hōjin, wörtlich: Sonderkörperschaft). Vorsitzender (kaichō) ist seit Januar 2017 Ryōichi Ueda.

## Gründung
Die Nippon Hōsō Kyōkai entstand zu Neujahr 1926 aus dem Zusammenschluss der Tokioter Rundfunkstation (Tōkyō Hōsōkyoku, 東京放送局, gegr. 1924), deren erster Präsident Gotō Shimpei war, mit denen in Nagoya und Osaka. 1925 war es zur ersten Radiosendung in Japan gekommen.
1948 begann die NHK mit öffentlichen Fernseh-Testausstrahlungen, die ab 1950 regulär ausgestrahlt wurden. Am 1. Februar 1953 nahm die NHK als erster Sender den regulären Fernsehsendebetrieb auf, wobei die dazu notwendige Ausrüstung von der NHK selber entworfen wurde. Zum Starttermin gab es 866 Empfangsverträge, wobei etwa die Hälfte von diesen Zuschauern Radioamateure mit selbstgebauten Fernsehempfangsgeräten waren. Anfangs gab es nur Sendeanlagen in Tokio, Nagoya und Osaka, die über Richtfunk miteinander verbunden waren. 1956 umfasste dieses schon Großstädte im ganzen Land.
Im Gegensatz zum deutschen Sprachraum, in dem erst Jahrzehnte später eine privatwirtschaftliche Konkurrenz auftrat, ging der erste japanische Privatsender Nippon TV bereits am 28. August 1953 auf Sendung.
Am 10. Januar 1959 folgte der zweite NHK-Sender NHK Kyōiku Television (NHK教育テレビジョン, NHK Kyōiku Terebishon, engl. NHK Educational TV).

## Fernsehen
Der Sender produziert zwei landesweite terrestrische Fernsehvollprogramme: Sōgō terebi (総合テレビ, etwa „allgemeines Fernsehen“, engl. NHK General TV, kurz: NHK G) auf Kanal 1 (Tokio) und Kyōiku Terebi (教育テレビ, „Bildungsfernsehen“, kurz: Eテレ, ī tere, engl. NHK Educational TV, kurz: NHK E) auf Kanal 3 (Tokio). General TV ist der Hauptsender von NHK, welcher überwiegend Nachrichten und Unterhaltungsprogramme ausstrahlt. Das Hauptprogramm von NHK wird zu bestimmten Sendezeiten durch regionale Nachrichten und Reportagen ergänzt. Diese werden von NHK-Studios in den Regionen oder Präfekturen Japans eingespeist. Das Programm des Senders Educational TV besteht zu 80 Prozent aus Bildungsprogrammen. Diese richten sich vor allem an ein jüngeres Publikum.
NHK strahlt über den BS-Satelliten zwei weitere Vollprogramme aus: BS1 und BS Premium (BSプレミアム). Die ehemaligen Sender BS2 und BS-hi wurden im April 2011 zum Sender BS Premium zusammengefasst. Der Fokus von BS1 liegt auf Nachrichtensendungen und Live-Sport-Events. Auf dem Sender BS Premium werden vor allem Kultur- und Unterhaltungssendungen ausgestrahlt.
Eine selbst produzierte Nachrichtensendung wird jede Stunde ausgestrahlt. Daneben gibt es die „Zeit für die Nachrichten aus dem Ausland“, zusammengesetzt aus Nachrichtenprogrammen von BBC, ZDF, RTR, France 2, TVE, Al Jazeera, KBS, CCTV, ABC (USA) und CNN, welche jeweils zweisprachig ausgestrahlt werden.
Während die Satellitenprogramme BS1 und BS Premium oft in Kabelnetze eingespeist werden, sind NHK General TV und NHK Educational TV ausschließlich terrestrisch – mit Ausnahme der Präfekturen Iwate, Miyagi und Fukushima, wo sie seit Juli 2011 nur noch digital per ISDB-T verfügbar sind – und über Kabelfernsehen zu empfangen. Dabei ist anzumerken, dass die Einspeisung des digitalen Satellitenfernsehens ins Kabelnetz oftmals unter Verringerung der Datenrate geschieht; dies ist notwendig, da die Kabelkanäle im NTSC-Kanalraster betrieben werden, während die Satellitentransponder die in Europa übliche Bandbreite haben.

## Hörfunk
NHK produziert drei Hörfunkprogramme: NHK Radio 1, NHK Radio 2 (beide auf Mittelwelle) und NHK-FM (auf Ultrakurzwelle; in vielen Landesteilen sind dafür Empfänger mit dem landesspezifischen Frequenzbereich nötig).
Im Jahr 2025 sollen die Mittelwellen-Hörfunkprogramme zusammengelegt werden.

## NHK World-Japan

### NHK World-Japan TV

Logo des Auslandsdienstes NHK World-Japan TV

NHK World TV ist der weltweit über die PanAmSat 8,9,10 Satelliten kostenlos empfangbare mehrsprachige Auslandsrundfunk von NHK. Auf diesem Sender werden hauptsächlich Nachrichten und Dokumentationen ausgestrahlt. Zusätzlich bietet NHK auf den oben genannten Satelliten auch noch den Bezahlfernsehsender NHK World Premium, der außerhalb von Europa und den USA weltweit abonniert werden kann. In Europa kann der Nachrichtensender NHK World TV seit Ende September 2008 über den Satelliten Astra 1M empfangen werden. In Deutschland wird NHK World TV im Kabelnetz von NetCologne und wilhelm.tel verbreitet.
Darüber hinaus existiert für den Markt in Europa der Sender JSTV und für den Markt in den USA TV Japan. Hierbei besteht das Programm aus den Programmen der beiden NHK und Privatsendern wie Fuji TV. Auf JSTV werden die NHK-Nachrichtensendungen live und wie einzelne weitere internationale Sendungen der NHK unverschlüsselt ausgestrahlt, die abendlichen NHK-Hauptnachrichtensendungen News 7, Newswatch 9 und einige wöchentliche Sendungen werden mit englischer Synchronisierung auf einem zweiten Tonkanal gesendet.
Außerdem steht ein Livestream über die Website von NHK zur Verfügung.

### NHK World Radio Japan
Der internationale Dienst von NHK bietet in seinem General Service ein informatives Programm in japanischer und englischer Sprache an (bekannter Sprecher: Hirokazu Sakamaki). Weitere Fremdsprachenprogramme, in fast 20 verschiedenen Sprachen, richten sich hauptsächlich an Hörer in Asien und Europa. Radio Japan sendete von 1937 bis 2007 auch in deutscher Sprache. Zuletzt wurden zweimal täglich je 30 Minuten Programm auf Deutsch gesendet. Die Angebote auf Deutsch sowie Schwedisch, Italienisch und Malaiisch wurden am 30. September 2007 beendet. Ein bekannter deutscher Sprecher war Friedrich Greil.
Benutzt werden derzeit Kurzwellensendeanlagen in Yamata, Koga sowie Sendeanlagen Africa Radio in Gabun, in Kanada, in Französisch-Guayana, sowie Sendeanlagen von Merlin-Communications, dem Betreiber der BBC-Sendeanlagen, in Großbritannien, Singapur und den Ascension-Inseln. Von 2008 an sendete man auch für einige Monate über die inzwischen stillgelegte Sendeanlage Wertachtal. Seit der Einstellung der Sendungen aus Litauen wird der Sender Nauen für Europa und Nahost genutzt. Das Programm kann auch über einen Livestream sowie als Audio on Demand gehört werden.
Der Auslandshörfunk tritt zunehmend gegenüber dem Auslandsfernsehen zurück. NHK zielt vor allem auf ein englischsprachiges Publikum im Ausland. In Deutschland wird das Fernsehprogramm seit November 2017 in die Kabelnetze von Unitymedia eingespeist. Seit Beginn des Sommersendeplans 2018 gibt es nur noch drei statt vorher fünf tägliche Sendungen auf Englisch.

## Regionalstudios
NHK unterhält landesweit 54 regionale Sendestudios sowie 14 Zweigstellen. In jeder der 47 Präfekturen Japans befindet sich ein Studio. Hinzu kommen sechs weitere Studios in der Präfektur Hokkaidō und ein weiteres in Fukuoka. Die Sendeanstalt unterteilt Japan in acht Regionen, in jeder davon ist ein Regionalstudio als Stützpunkt (地域拠点局, chiiki kyotenkyoku) federführend verantwortlich. Die Regionalfenster im NHK-Fernsehen, z. B. in den Nachrichtensendungen, sind zweigliedrig: Zunächst sendet also das „Stützpunktstudio“ Nachrichten für die gesamte Großregion, dann das örtliche Studio die Präfekturnachrichten. Die acht Studios und zugehörigen Regionen sind: Sapporo für Hokkaidō, Sendai für Tōhoku, das NHK-Sendezentrum in Shibuya für Kantō-Kōshin’etsu, Nagoya für Tōkai-Hokuriku, Osaka für Kansai, Hiroshima für Chūgoku, Matsuyama für Shikoku und Fukuoka für Kyūshū mit Okinawa. Anstelle der Präfektursendungen wird in den drei größten Ballungsräumen Kantō, Chūkyō und Kinki für mehrere Präfekturen eine gemeinsame Ausstrahlung (広域放送, kōiki hōsō) gesendet.

## Finanzierung

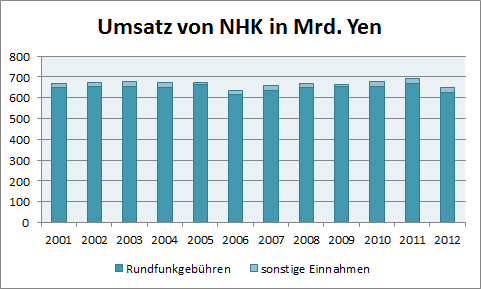
Jahresumsatz der Sendeanstalt NHK von 2001 bis 2012

NHK finanziert sich fast ausschließlich durch Rundfunkgebühren (受信料, jushinryō) der japanischen Zuschauer. Die juristische Grundlage für diese Einnahmequelle bildet Artikel 64 des Rundfunkgesetzes. Dieser verpflichtet jeden japanischen Haushalt, der NHK-Programme über installierte Geräte empfangen kann, Gebühren zu bezahlen. Aktuell beträgt die Höhe der Jahresgebühr 14.160 Yen (88 €) für Haushalte ohne Satellit und 24.650 Yen (153 €) für Haushalte mit Satellit, in der Präfektur Okinawa jedoch 12.440 (77 €) bzw. 22.930 Yen (142 €). Bei Daueraufträgen gibt es einen Rabatt von 560 Yen (3 €). Dabei wurden im Oktober 2012 erstmals seit 1968 die Gebühren um 750 bzw. 870 Yen reduziert, was vor allem mit den neuen digitalen Verbreitungsmöglichkeiten begründet wurde.
Die Gesamteinnahmen durch Rundfunkgebühren betragen jährlich zwischen 650 und 700 Mrd. Yen (ca. 6,7 bis 7,2 Mrd. Euro). Die Einnahmen über andere Quellen, beispielsweise durch die Bereitstellung von Programmen oder durch Finanzerträge, machen jährlich weniger als fünf Prozent an den Gesamteinnahmen aus. Im Fiskaljahr 2012 stammten von den 649 Mrd. Yen Gesamteinnahmen nur 22 Mrd. Yen aus anderen Quellen als den Rundfunkgebühren. Das entspricht in etwa 3,4 Prozent.